# Procambarus howellae
Procambarus howellae är en kräftdjursart som beskrevs av Hobbs 1952. Procambarus howellae ingår i släktet Procambarus och familjen Cambaridae. IUCN kategoriserar arten globalt som livskraftig. Inga underarter finns listade i Catalogue of Life.